# Germersheim-Kassel-Linie

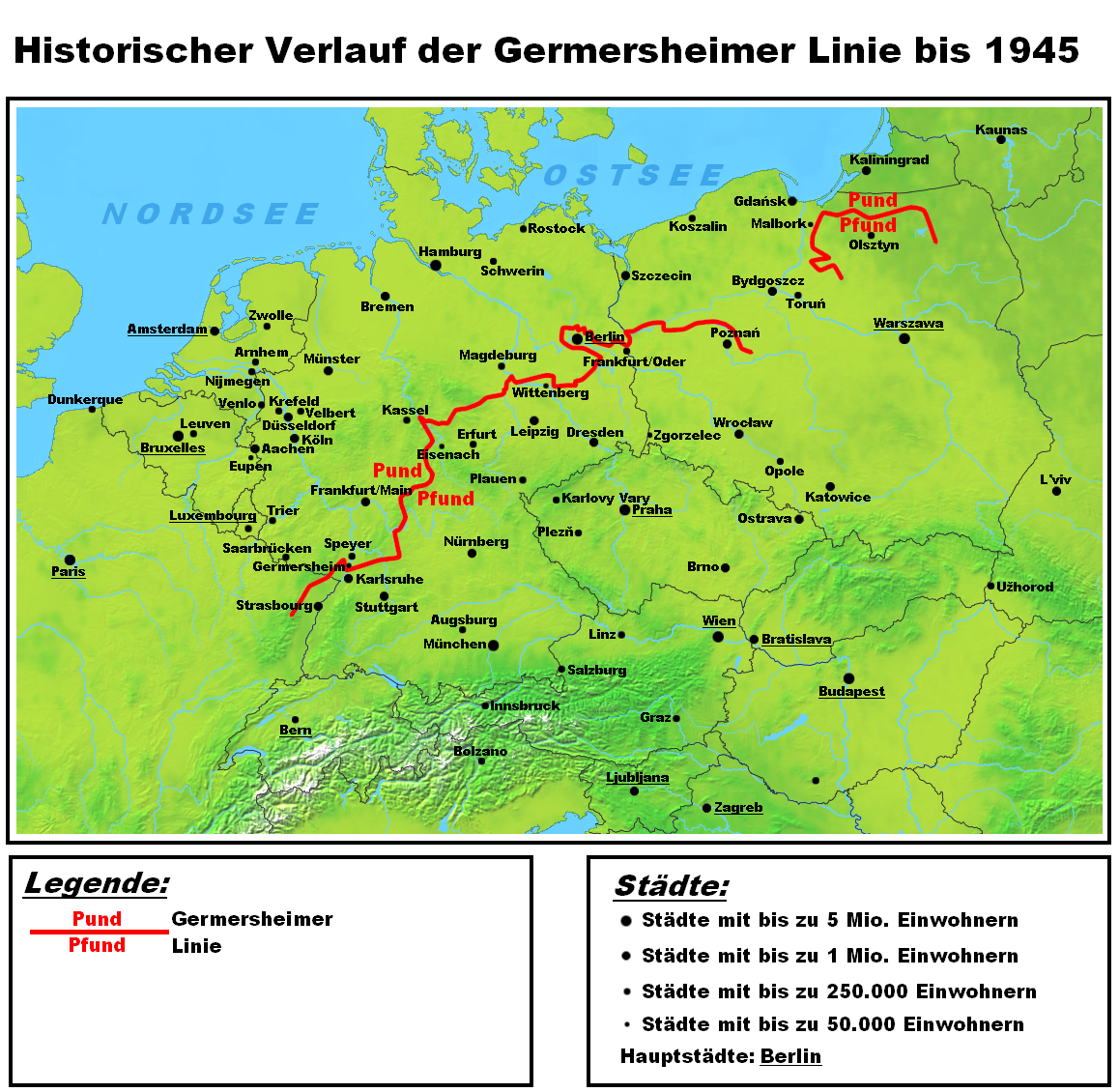
Verlauf der Germersheimer Linie

Germersheim-Kassel-Linie oder pund/pfund-Linie, auch als Odenwald-Rhön-Schranke bezeichnet, ist der Name einer der Speyerer Linie südlich benachbarten Isoglosse. In den Gebieten westlich und nördlich von ihr ist in den Dialekten (Niederdeutsch, Hessisch, Pfälzisch) die hochdeutsche Lautverschiebung nur unvollständig bis gar nicht durchgeführt.
Das Wort <pfund> wird dort weiterhin als /pund/, östlich und südlich von ihr /(p)fund/ ausgesprochen.
Die Speyerer Linie, die Georg Wenker im 19. Jahrhundert und Ferdinand Wrede ihm nachfolgend 1937 als Trennlinie zwischen mittel- und oberdeutschen Dialekten heranzogen, ist dieser Linie vorgelagert und verläuft nördlicher (bis nahe Erfurt) und weiter westlich von dieser.

## Verlauf
Die Germersheim-Kassel-Linie ist ein Teil des Rheinischen Fächers und stellt sprachhistorisch eine Nebenlinie der Speyerer Linie dar. Ebendarum beginnt auch sie in den französischen Vogesen, wo sie bis Wœrth in ihrem Verlauf mit der Speyerer Linie identisch ist. Nördlich der Stadt schlägt die Germersheim-Kassel-Linie einen östlich verlaufenden Bogen, um bei Lauterbourg wieder nach Norden zu verlaufen. Westlich dieser Stadt überschreitet sie die deutsch-französische Grenze und folgt der linken Rheinseite. Südlich von Germersheim überschreitet sie den Rhein und folgt nun dessen rechter Uferseite. Ihr weiterer Verlauf wird nun durch die Städtelinie Festung Philippsburg – Wiesloch – Mosbach – Buchen (Odenwald) – Walldürn gebildet.
Bis auf wenige Ausnahmen abgesehen, ist in diesem Bereich der Verlauf der Germersheim-Kassel-Linie und der Speyerer Linie nahezu identisch. Bei Geisa trennt sich die Germersheim-Geisa-Hof-Linie von der Germersheim-Kassel-Linie und stellt in ihrem weiteren Verlauf die Dialektgrenze zwischen den ober- und den mitteldeutschen Dialekten dar. 
Östlich von Stadtprozelten überschreitet die Isoglosse den Main und verläuft nun der rechten Spessart-Seite entlang. Bei Bad Berka zieht sie jetzt in nördlicher Richtung, um nordöstlich von Kassel auf die Benrather Linie zu stoßen. Mit dieser verläuft sie jetzt in östlicher Richtung, um heute an der deutsch-polnischen Grenze zu enden. 
Bis zur Flucht und Vertreibung der Deutschen aus den ehemaligen Oder-Neiße-Gebieten setzte die Germersheim-Kassel-Linie als integraler Teil der Benrather Linie von dort aus in heute polnischsprachiges Gebiet fort, um mit dieser östlich von Posen zu enden. Im ehemaligen Ostpreußen besaß die Germersheim-Kassel-Linie erneut als Teil der Benrather Linie eine Fortsetzung.

## Verweise
- REDE – regionalsprache.de, Sprachatlanten und Begriffsauflistungen